# Brunnen
Brunnen é um município da Alemanha, no distrito de Neuburg-Schrobenhausen, na região administrativa de Oberbayern , estado de Baviera.